# 二我寫真館
鹿港二我寫真館是日治時期，由施強(1876-1943)最早開設在鹿港的寫真館，施強早年隨叔叔施屜學習畫作，後結識鹿港慶昌家族的陳懷澄(1877-1940)，於1890年經其帶領赴香港學習而接觸攝影術。
1901年，施強於鹿港文武廟內文開書院廂房開設「二我寫真館」，直到1944 年，方才歇業。 寫真館名字由陳懷澄取名為「二我」，意指現實世界的「我」，與透過鏡頭可見另一分身的「我」。

## 位置相片集

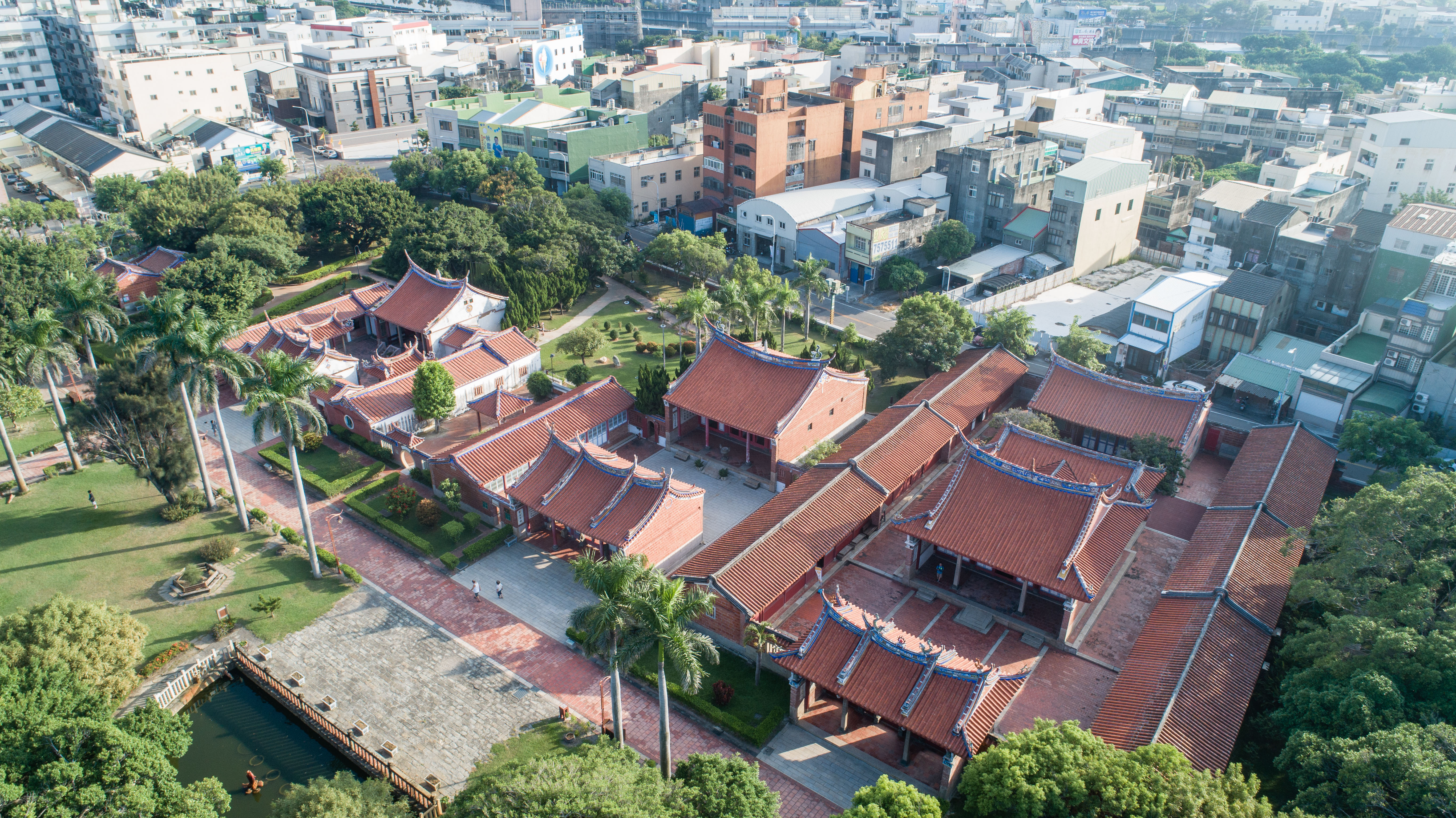
鹿港文武廟2018
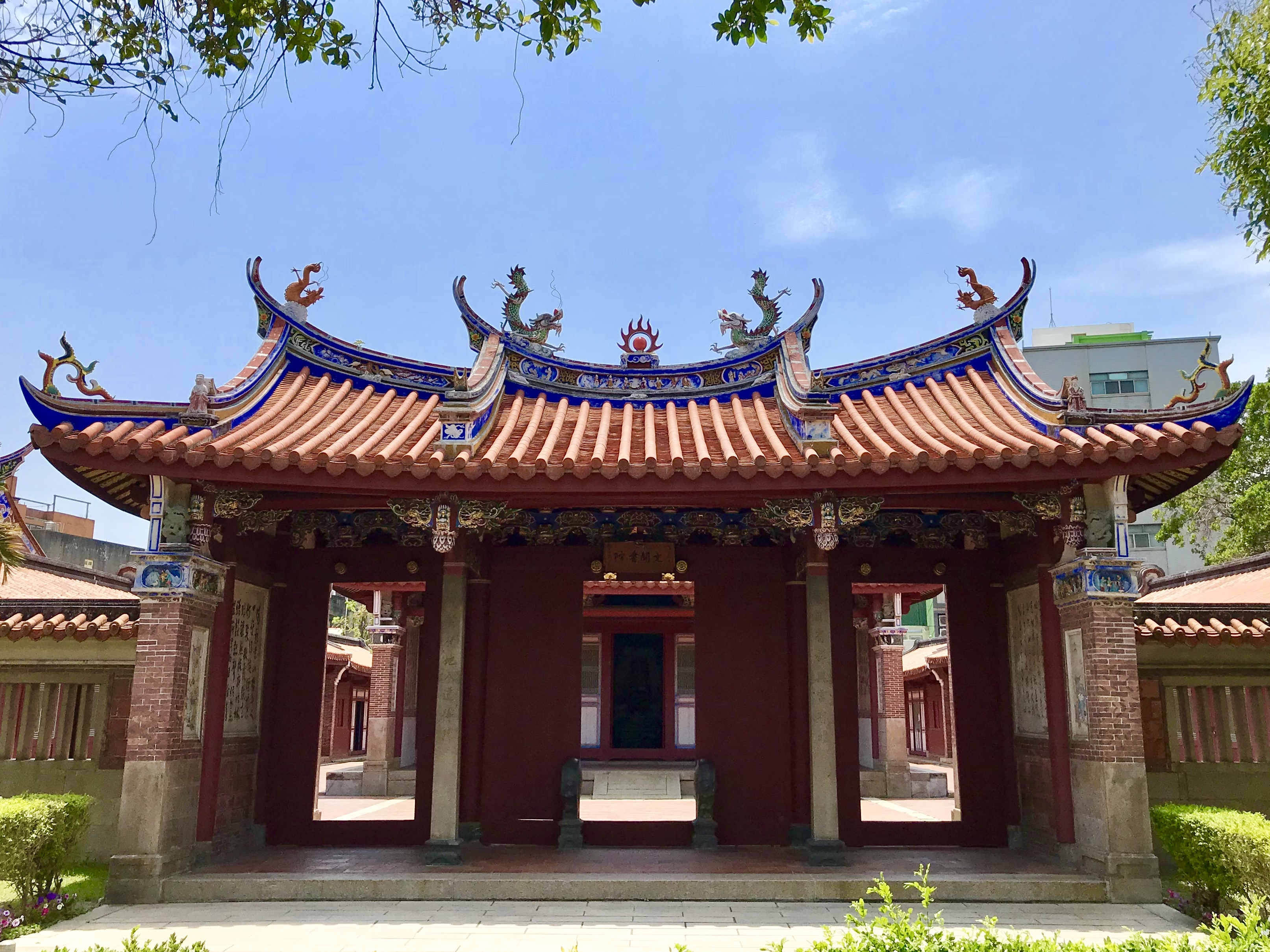
文開書院三川門2018
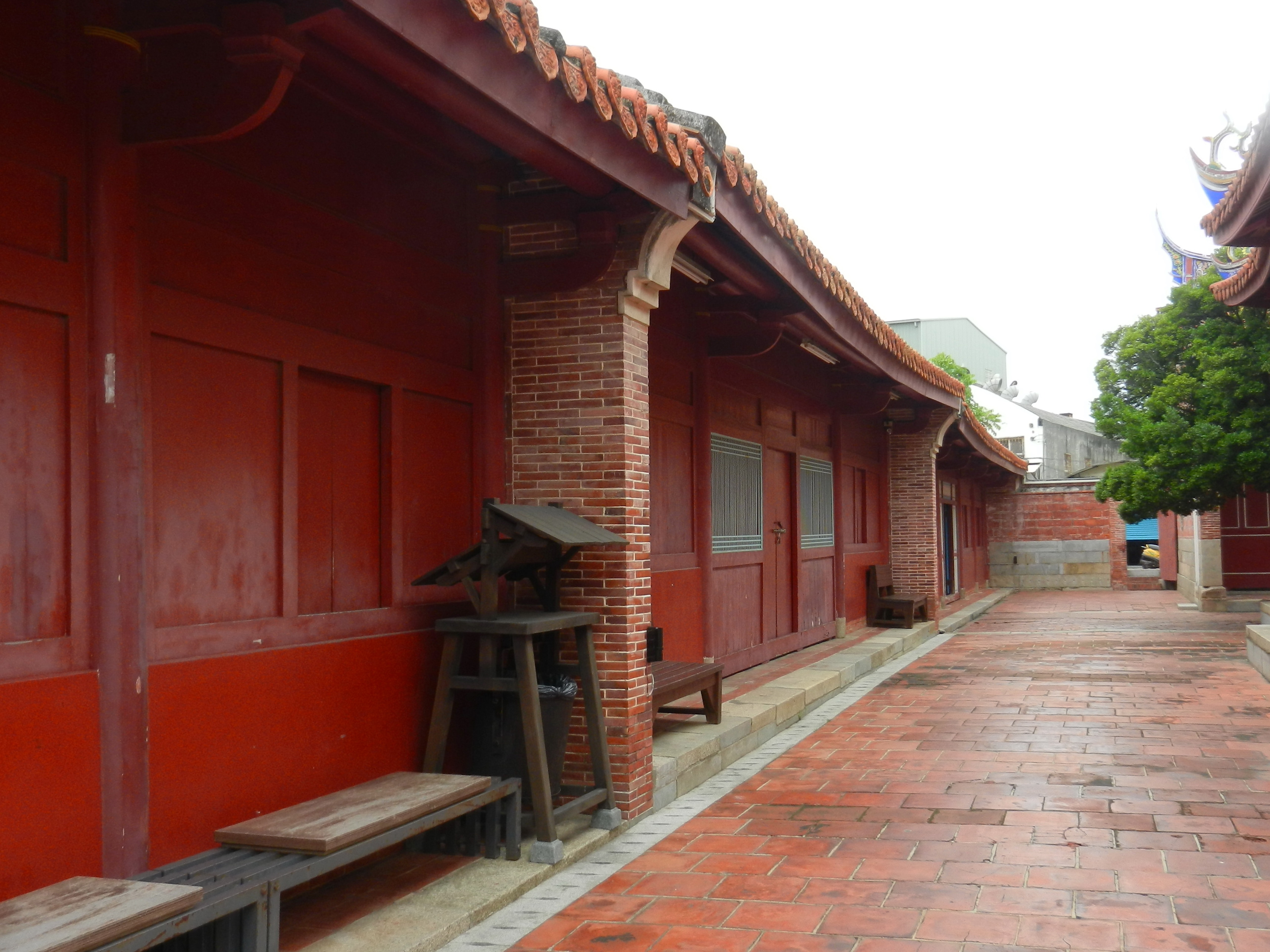
文開書院左廂房2014
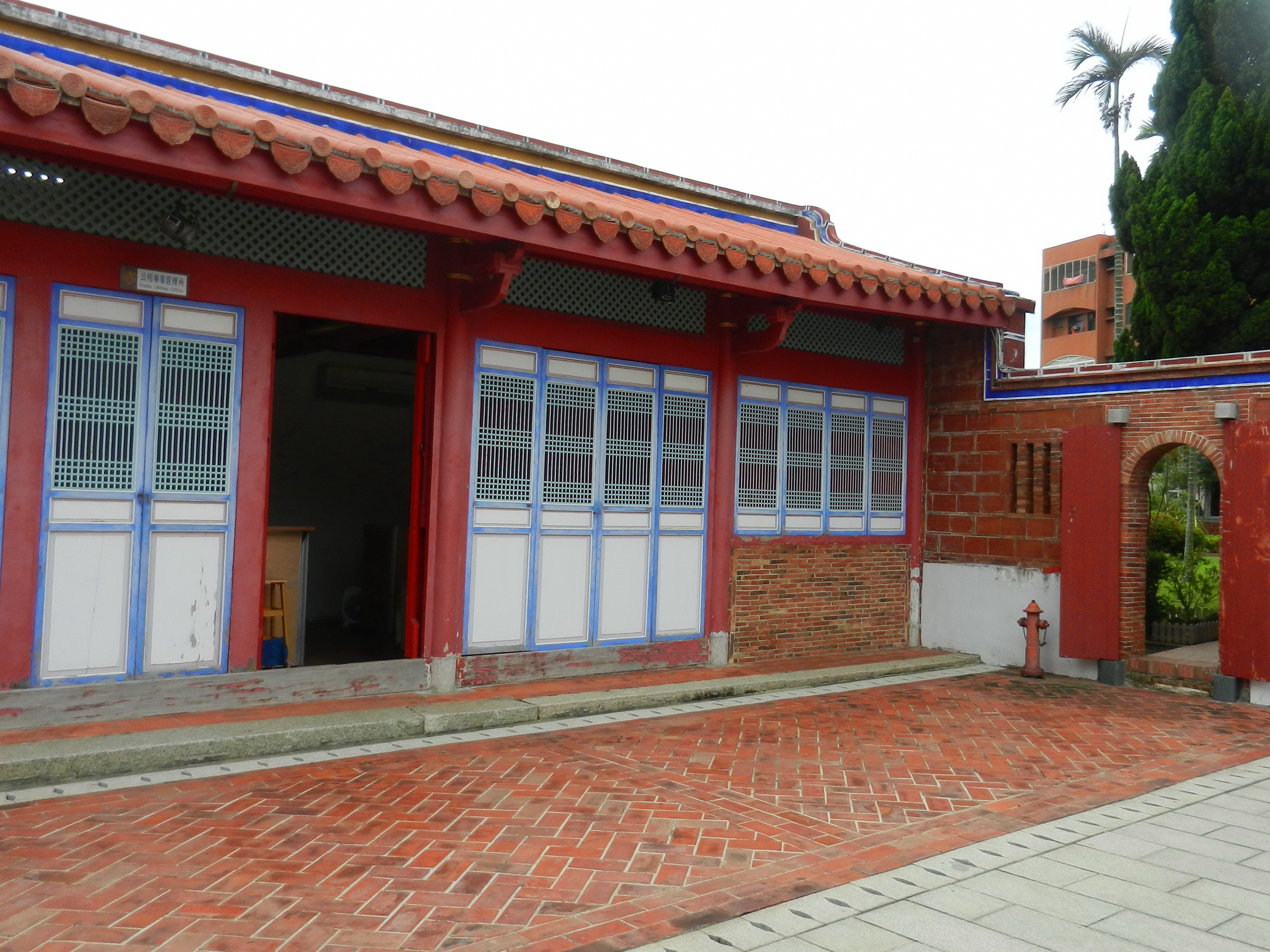
文祠廂房2014

## 作品相片集

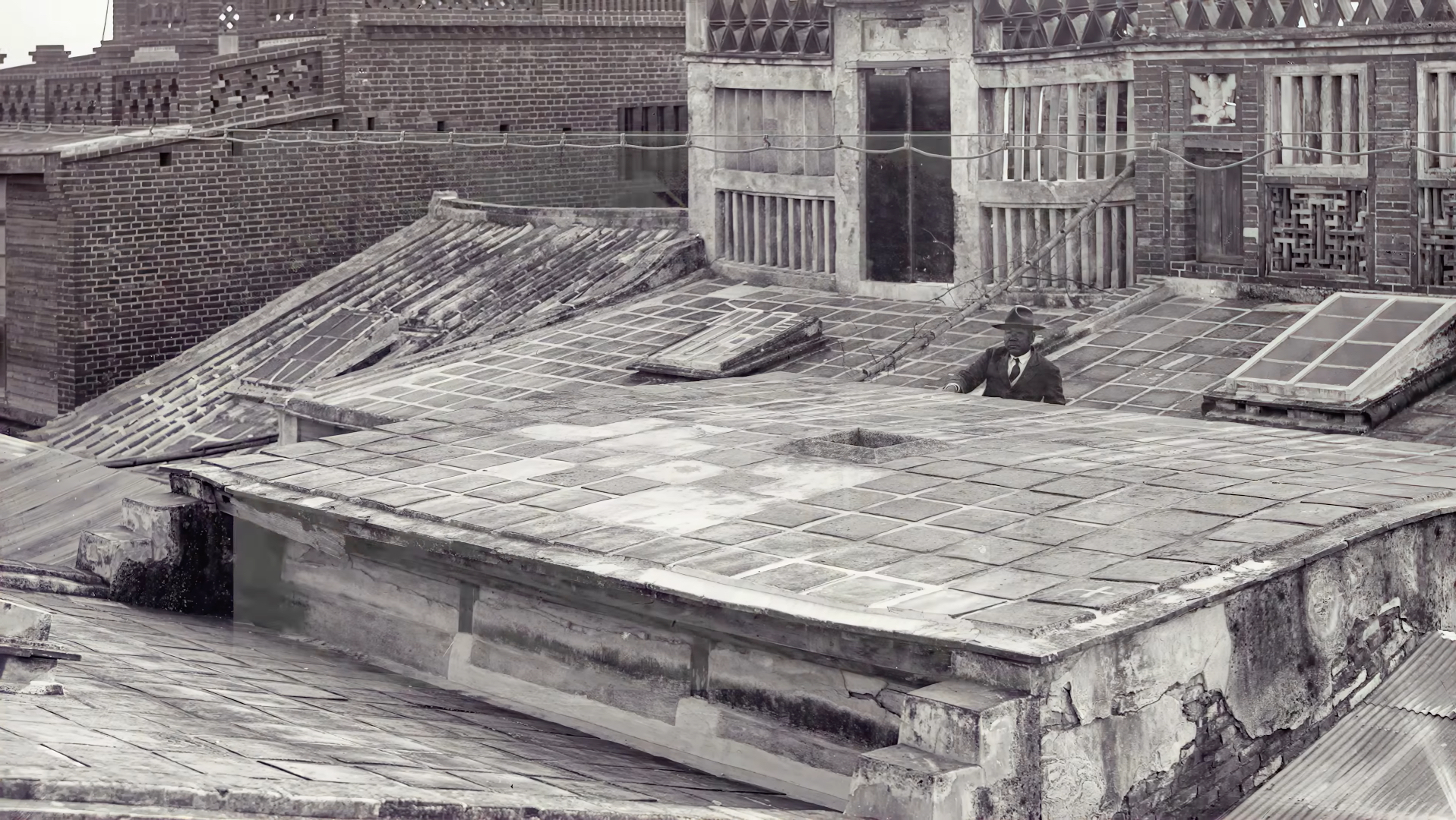
不見天街十宜樓 施吉祥攝1934
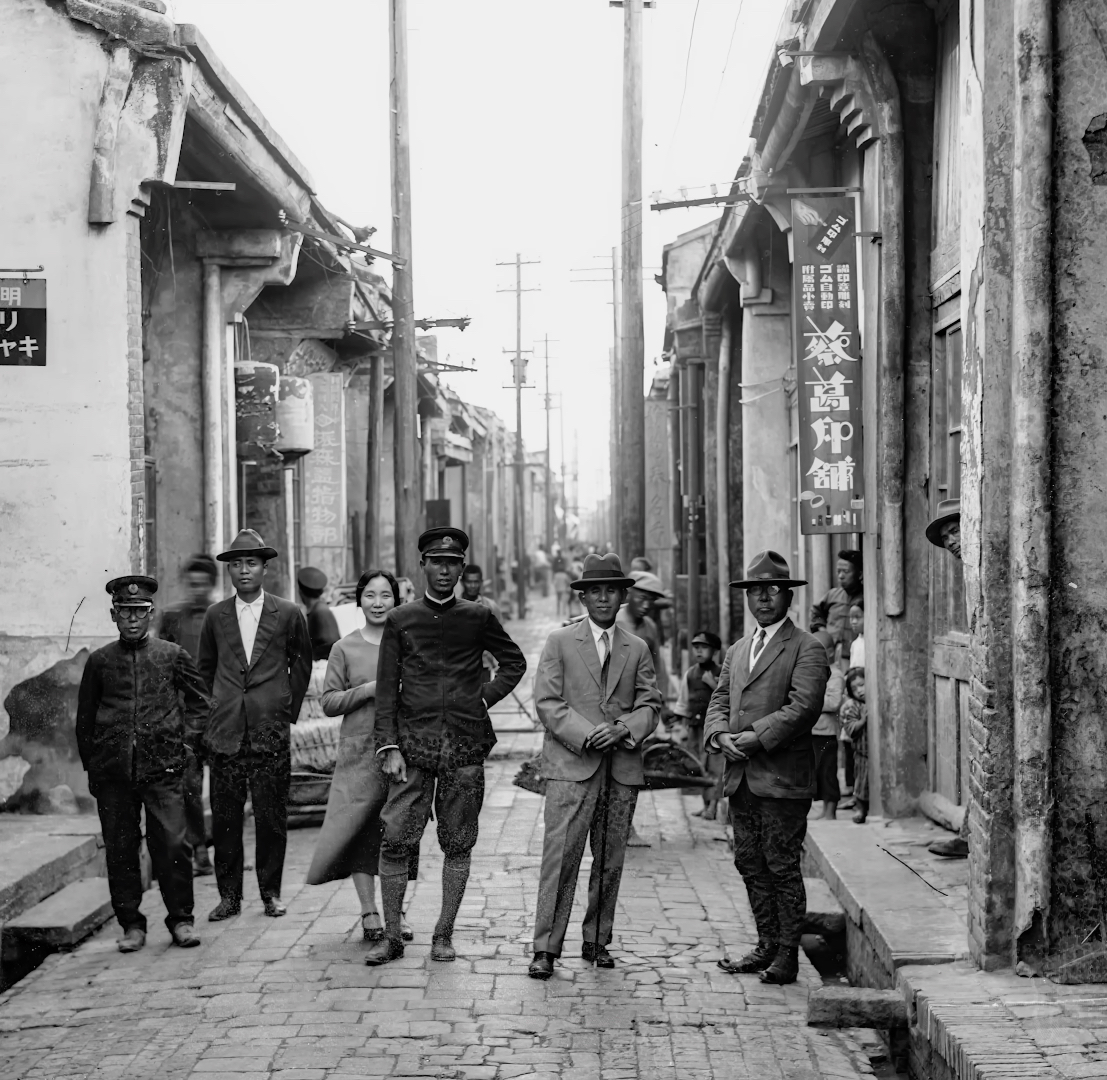
婦人陳鈿妻陳張達陳鈵鏘 1934
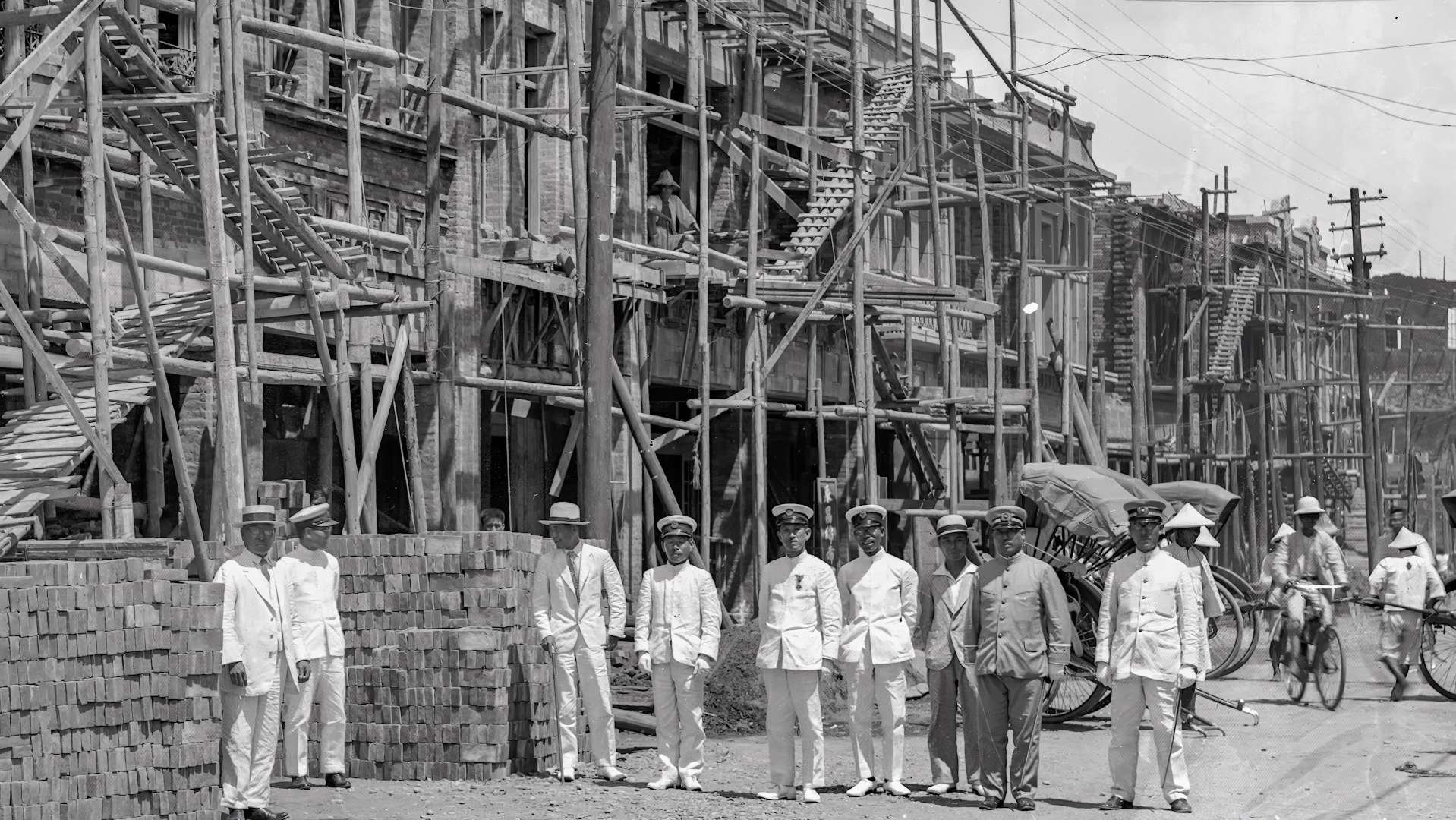
大街拓寬 施吉祥攝1934
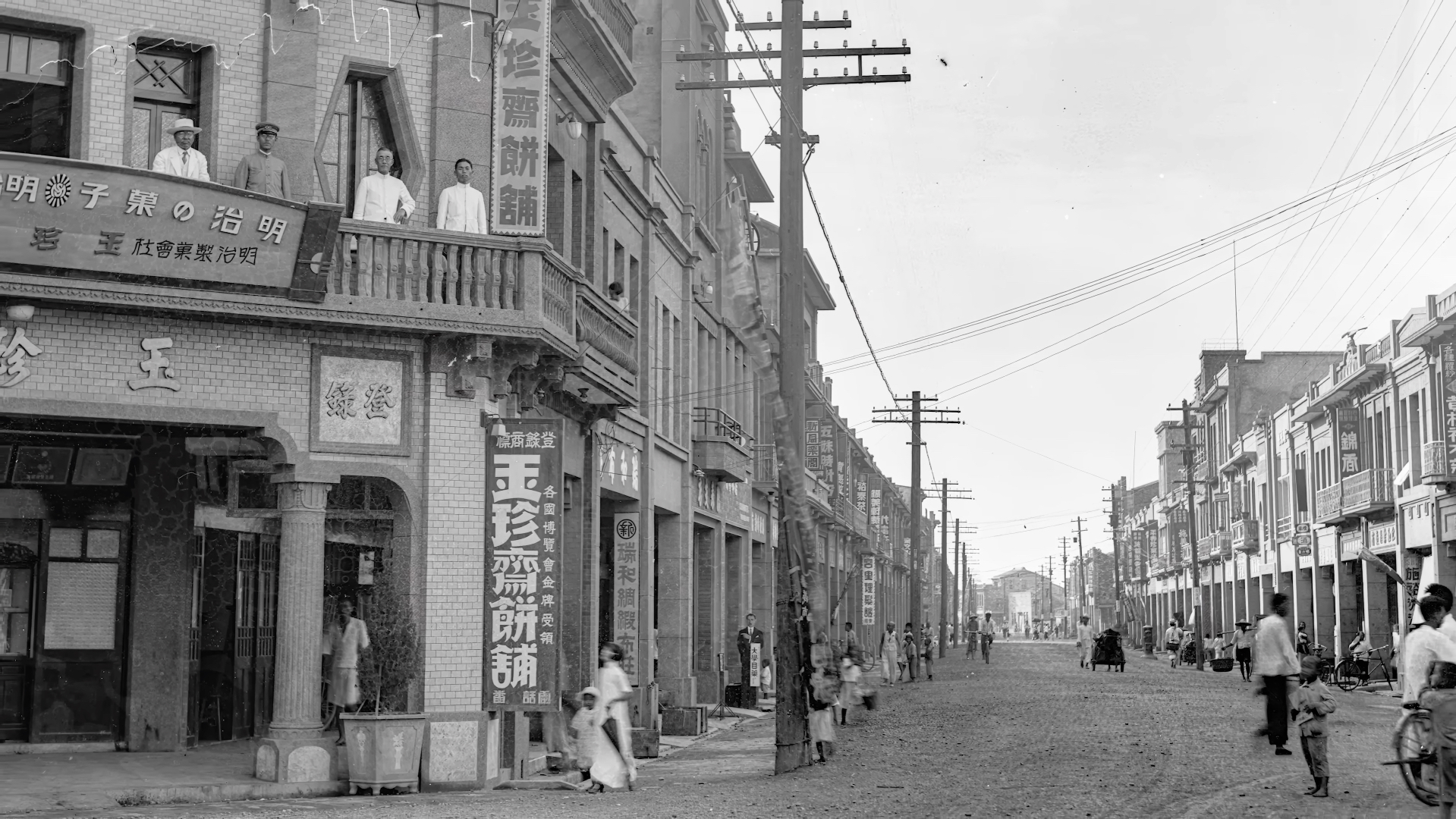
玉珍齋 施吉祥攝193
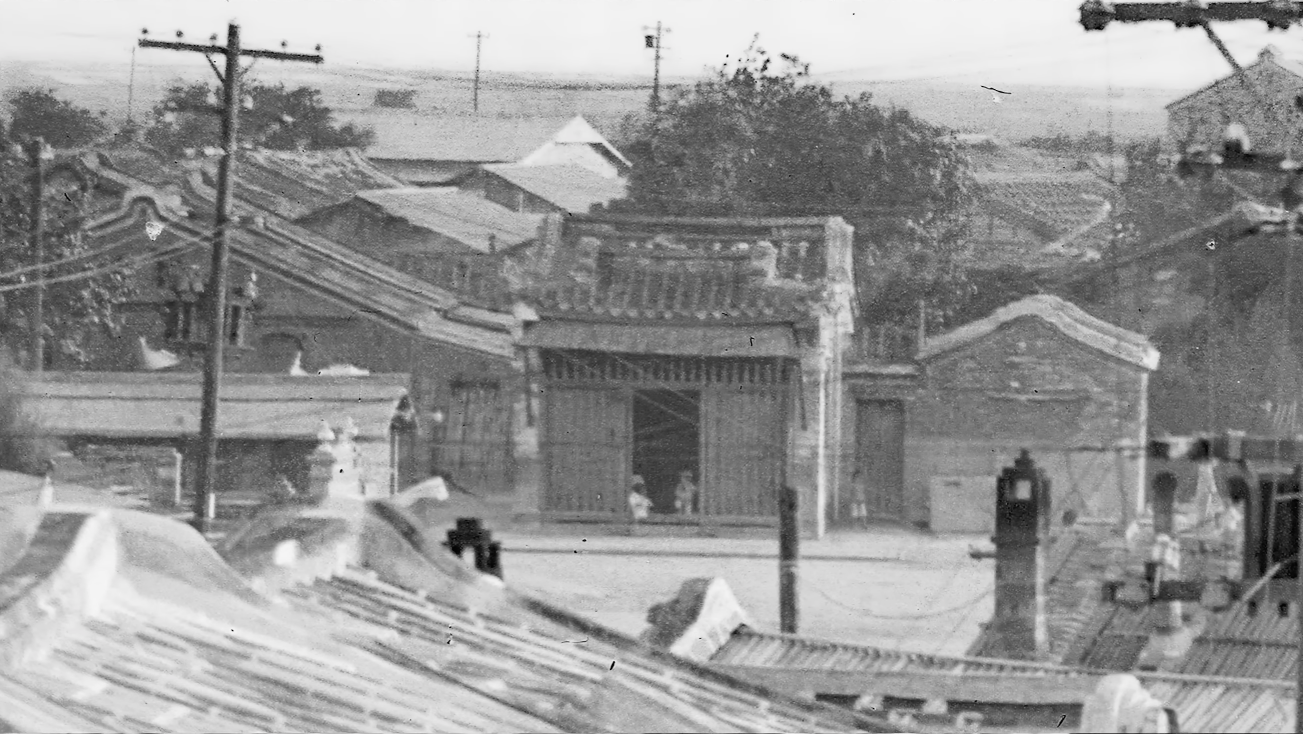
鳳山寺 施吉祥攝1934
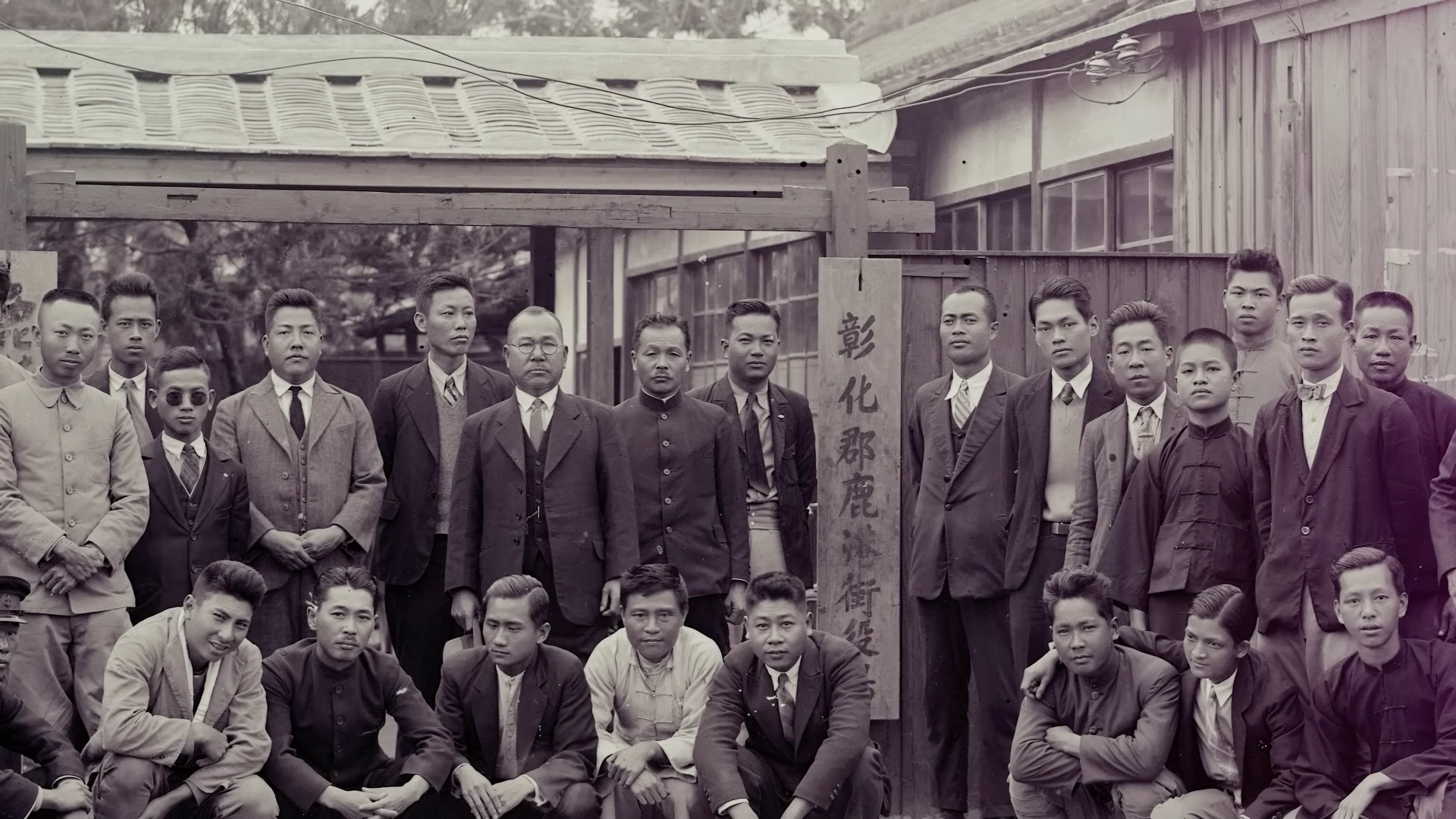
鹿港街役場木牌右一陳培煦 施吉祥攝1934

## 人物關係
- 施強

- 長子：施吉祥

- 兒子：施能雨

- 兒子：施純全

- 么女：施五鳳

- 慶昌大房曾孫：陳質芬
- 慶昌三房曾孫：陳鈿

- 長子：陳鈵鏘

- 慶昌七房孫陳懷澄

- 長子：陳培煦